# 鍋屋火事
鍋屋火事（なべやかじ）とは、1866年（慶応2年）3月20日、陸奥国伊達郡保原村（現：福島県伊達市保原町）の中心地で起こった大火。正式名称は「保原大火」であるが、通称「鍋屋火事」で語り継がれている。
口伝では、十丁目付近まで燃え広がったと伝わる。

## 状況
保原村中村（現：字3丁目付近か）の大通り沿いに軒を並べる「升屋」の向かいにあった「鍋屋」の風呂場から出火、折しも南風が強く、火はたちまち両隣の家に燃え移り、晦日町一帯が全焼した。